# Casinaria parvicarinata
Casinaria parvicarinata là một loài tò vò trong họ Ichneumonidae.